# Microrregión de Mafra
La microrregión de Mafra es una microrregión de Santa Catarina, Brasil. Pertenece a la Mesorregión del Norte Catarinense.
Está compuesta por los siguientes municipios: 
Campo Alegre, Itaiópolis, Mafra, Monte Castillo y Papanduva, Río Negrinho, y São Bento del Sur.
- Datos: Q4285593